# Oikos

Mapa da Grécia no período arcaico (750-). As áreas delimitadas em azul correspondem à parte da Grécia continental que manteve a predominância do oikos mesmo após o surgimento da pólis.

Oikos (grego:οἶκος, plural: οἶκοι) o equivalente ao termo "agregado familiar" na Grécia Antiga, é o conjunto de bens e pessoas que constituía a unidade básica humana desde antes do surgimento da primeiras pólis gregas, formado pela família em sentido amplo (mais além da família nuclear) incluindo esta, desde a cabeça do oikos (o telestai -geralmente homem sénior, e por isso inspirando a figurado paterfamilias romano-) até os aos ajudantes e os animais que viviam juntos no ambiente doméstico. Os maiores oikos geralmente incluía extensas explorações agrícolas que foi também a unidade básica de supervivência na economia antiga.
O oikos funcionava como uma unidade biológica, antropológica, económica e social  autárquica, "era o centro em torno do qual se organizava a vida", a partir do qual se satisfaziam não só as necessidades materiais, incluindo a segurança, mas também as normas e os valores éticos, os deveres, as obrigações e as responsabilidades, as relações sociais e as relações com os deuses.
O oikos não era apenas a família, era todo o pessoal doméstico e os seus bens. A gestão do oikos significava simultaneamente a gestão de uma exploração agrícola e a governação e manutenção da paz na família. Em contraste com a ostentação dos palácios de Menelau ou de Alkinoos, o palácio de Ítaca é um "palácio de segunda classe", cuja relação faz de Odisseu "o herói do oikos".
Representava os interesses do oikos (privado) perante a pólis (público). O conceito de família em oikos é diferente do conceito habitual de família na modernidade. No uso padrão, o oikos se referia à linha de descendência do pai para o filho, de geração em geração. Alternativamente, conforme Aristóteles define na Política, o termo era algumas vezes usado para se referir a qualquer um vivendo em uma dada casa. Assim, a cabeça do oikos, e todos os familiares diretos e seus escravos, seriam envolvidos.
Ou seja, quando falamos sobre a família no oikos não nos restringimos apenas a laços consanguíneos. Todos os que contribuíam, de alguma forma, para o bem estar e desenvolvimento do oikos eram considerados família. Oikos maiores também tinham fazendas em que os escravos normalmente trabalhavam, e que eram a unidade de agricultura básica da economia antiga. Uma das características do oikos é o ideal de autossuficiência, ou seja, tudo que era necessário para sobrevivência deveria ser produzido dentro do seu núcleo familiar.
Na Grécia clássica, porém, a estrutura arcaica do oikos como unidade agrária cede espaço à definição mais específica de oikos como núcleo familiar, ainda que expandido. Nesse sentido, o tratado Econômico, de Xenofonte, versa sobre a administração do lar ("economia" = oikos, "lar" + nomos, "lei") e sobre o papel do homem, marido e administrador da casa, e da mulher.
O "oikos" não era apenas a família, mas todo o pessoal doméstico e os seus bens. Gerir um oikos significava gerir uma quinta, governar e manter a paz na família. Em contraste com o aparato dos palácios de Menelau ou Alquino, o de Ítaca é um "palácio de segunda classe", cuja relação faz de Odisseu "o herói do oikos".
Estas definições aplicam-se desde o VIIIº século até ao IVº a.C..
Aristóteles descreve o oikos como uma comunidade naturalmente constituída para a satisfação das necessidades quotidianas cujos membros são definidos como aqueles que foram criados com o mesmo alimento..
Mas a delimitação aristotélica das funções do lar opera numa flutuação entre dois termos: oikos e oikia (grego: οἰκία), que podem ser traduzidos da mesma forma, como na passagem da Política (1252b 9-22). Mas oikos e oikia nem sempre significavam a mesma coisa. Xenofonte diz que a primeira palavra alude à casa no sentido estrito de local de residência, enquanto a segunda designa não só a casa mas também a propriedade. Mas esta distinção não era aceite pelos autores gregos. Os testemunhos de alguns oradores áticos, como Isócrates e Iseu, indicam que oikia podia conotar não só a casa, mas também a família ou a propriedade, pelo que o seu sentido era oposto ao de oikos. Em todo o caso, no contexto do direito ateniense, era habitual que oikia significasse casa e oikos propriedade ou família. Há também um uso de oikos como "pequeno edifício sagrado" (templo grego).
O oikos era a pedra angular desta sociedade antiga. No entanto, no século V a.C., os autores gregos antigos opuseram a natureza do oikos à ordem política (cosmos da polis) que se pretendia impor; o conflito entre os dois foi tratado na Teatro trágico grego..
O propriamente político da tragédia não é o conflito entre as polis ou o conflito de poderes dentro da polis... mas o conflito entre a polis e o oikos, esse fundamento arcaico que excede a lei de la polis e nunca pode ser completamente submetido a ela. O oikos que é também - significativamente - o radical etimológico da palavra economia. ... Mas, ao mesmo tempo, já na Tragédia, se pretende a renúncia ao oikos, ao fundamento arcaico e singular, e a necessidade da generalização de uma ordem exclusivamente político, de um Logos que se afirma como o único consciente mas ativamente humano, que ofereçe uma forte repressão de qualquer fundamento fora do "discurso".
A relação entre o oikos e a polis não foi exclusiva nas poleis clássicas. Particularmente em Atenas Antiga, durante o período democrático ao mudar do domus ao demos, a polis foi retratada como um oikos em grande escala e, na medida em que o oikos era visto como uma entidade autónoma e ao mesmo tempo parte da polis, não excluída ou oposta a ela. No entanto a corrupção. do ordem legislativo das polis levaria ao conflito, e ás fracassadas tentativas de repressão.